# アスプ (ロケット)

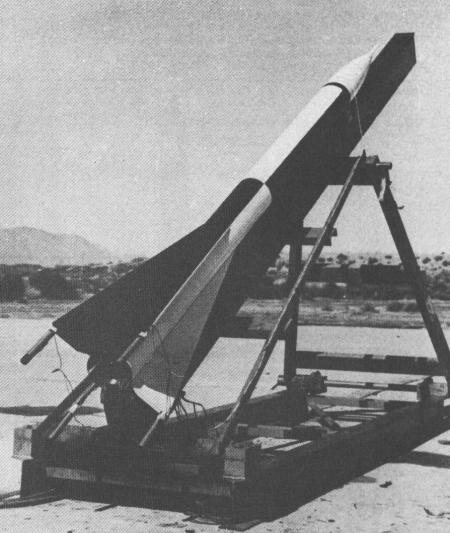
Asp

アスプ（Asp）は、アメリカ合衆国の冷戦期の観測ロケット。大気観測飛翔体(Atmospheric Sounding Projectile)の略語をそのまま名称としている。核爆発時のキノコ雲の観測とサンプル採取のため海軍の発注により開発された。
1955年に数回の試射が行われ、1956年からビキニ環礁での核実験・レッドウィング作戦やネバダ州でのプラムボブ作戦の支援に使用され、単体では1962年まで全部でおよそ30回にわたり発射された。
1962年以降、アスプはナイキ、テリアといった他のロケットと組み合わせ、第2段として使用された。

## 要目
- ペイロード :11 kg
- 最大到達高度 :110 km
- 離床時推力 :42.00 KN
- 発射重量 :111 kg
- 直径 :0.17 m
- 全長 :3.68 m
- 翼幅 :0.51 m